# Азаров Юрій Іванович
Ю́рій Іванович Аза́ров (народився 16 квітня 1949 р. в м. Херсон)  відомий правник, науковець,  доктор філософії, професор, академік Української академії наук та Академії наук вищої освіти України , заслужений педагог Національної академії внутрішніх справ,    Заслужений юрист  України.

## Життєпис
Народився 16 квітня 1949 р. в м. Херсон. Українець.Трудову діяльність розпочав у 1964 р. У період із 1968 до 1970 рр. Ю. І. Азаров служив у збройних силах. У 1971 р. вступив до Волгоградської вищої слідчої школи МВС СРСР, яку закінчив у 1975 р. 
Працював слідчим УВС Херсонської області.  У 1979 р. Юрія Івановича перевели на роботу до Міністерства внутрішніх справ УРСР на посаду старшого слідчого в особливо важливих справах. Маючи значний практичний досвід юридичної діяльності та бачення існуючих проблем права  у 1984 р. вступив на денне відділення  ад'юнктури Київської вищої школи МВС.
Понад три десятиріччя працював в Національній академії внутрішніх справ.  Професор Юрій Іванович Азаров, зберігаючи високу професійність і фундаментальність науково-педагогічної діяльності, здійснював творчий пошук сучасних форм організації та методів навчання нової генерації фахівців правоохоронних органів України. У 1987 р. захистив кандидатську дисертацію, отримав вчене звання  кандидата юридичних наук, після чого працював у цьому виші інспектором, викладачем кафедри кримінального процесу.
У 1989 р. призначений заступником начальника, а з 1991 р. керівником факультету заочного навчання. 
В липні 1993 р. призначений на посаду начальника слідчо-криміналістичного факультету Української академії внутрішніх справ (згодом Національної академії внутрішніх справ України). У 1994 р. присвоєно вчене звання доцента.
У 1998 р. Юрій Іванович став начальником психологічного, а згодом — юридичного факультету Київського інституту внутрішніх справ МВС України.
У 2003 р. звільнився з органів внутрішніх справ за вислугою років та був призначений керівником управління контролю виконання актів і доручень Президента України центральними та місцевими органами виконавчої влади на той час Головного контрольного управління Адміністрації  Президента України.
У 2005 р. Ю. І. Азаров перейшов на посаду завідувача кафедрою кримінального процесу та криміналістики Київського юридичного інституту МВС України, а у 2009 р. призначений професором кафедри кримінального процесу Національної академії внутрішніх справ. Заснував наукову школу, яка досліджує проблеми кримінального процесу, удосконалення діяльності органів досудового розслідування Національної поліції України. За період науково-педагогічної діяльності підготував 10 кандидатів юридичних наук. У квітні 2015 р. рішенням Міністерства освіти і науки України Юрію Івановичу присвоєно вчене звання професора.
Нагороджений відомчими відзнаками МВС України: «За розвиток науки, техніки та освіти» ІІ та І ступенів, «За відзнаку в службі ІІ та І ступенів», «Почесний знак МВС», кавалер двох «Хрестів Слави», медалями: «За бездоганну службу» ІІІ, ІІ та І ступенів, «В пам’ять 1500-річчя Києва», «Ветеран праці», «Захиснику Вітчизни», а також відомчими відзнаками інших центральних органів виконавчої влади України. У 2004 р. нагороджений відзнакою Київського міського голови. Почесний ветеран міста-героя Києваб генерал-хорунжий Українського козацтва.  За вагомий особистий внесок у розвиток вітчизняної науки, зміцнення науково-технічного потенціалу України, багаторічну сумлінну працю та високий професіоналізм Указом Президента України від 15 травня 2020 р. № 186/2020 Азарову Юрію Івановичу присвоєно почесне звання «Заслужений юрист України».
Сини Юрій і Максим нині успішно продовжують започатковані батьком професійні традиції, працюючи в правоохоронних органах України. 

## Науковий доробок
Юрій Іванович  Азаров— автор та співавтор понад 80 наукових праць, серед яких 19 навчальних посібників, 4 монографії, 2 підручники, наукові статті у вітчизняних та закордонних виданнях. 
Під науковим керівництвом Ю. І. Азарова підготовлені дисертації:
Калатур М. В. «Особливості доказування на стадії порушення кримінальної справи» (2009 р.);
Остапенко С. І. «Кримінально-процесуальні гарантії права потерпілого на відшкодування шкоди, завданої злочином (2010 р.);
Бегма А. П. «Прокурор як суб’єкт процесуальної діяльності» (2012 р.);
Нарійчук О. Д. «Показання обвинуваченого як джерело доказів»  (2012 р.);
Котова А. В. «Кримінально-процесуальний інститут понятих у кримінальному провадженні України» (2013 р.);
Шкелебей В. А. «Процесуальні засади звільнення особи від кримінальної відповідальності у зв’язку з дієвим каяттям та примиренням винного з потерпілим» (2013 р.);
Вакулік О. А. «Початок досудового розслідування у кримінальному провадженні» (2015 р.);
Кастарнов Д. Б. «Доказування обставин, які характеризують особу обвинуваченого (підозрюваного), у кримінальному провадженні» (2016 р.);
Дубівка І. В. «Діяльність адвоката в стадії досудового розслідування» (2017 р.);
Шелякін О. С. «Домашній арешт у кримінальному провадженні»  (2019 р.).

## Основні роботи
Практикум зі складання кримінально-процесуальних документів (досудове провадження): навч.-практ. посібник / В. В. Рожнова, О. Ф. Шанько,  Ю. І. Азаров. К.: Вид. Паливода А. В., 2005. ISBN 966-8037-59-6
Судова медицина / Азаров Ю.І., Соколова О.В., Михайличенко Б.В. К.: Вид. Паливода А. В., 2007. 244 с.  ISBN 978-966-437-036-0
Азаров Ю. І., Бугаков О. В., Щегель Н. І. Дізнання в органах внутрішніх справ: навч.-метод. посіб. Київ: КНУВС, 2007. 160 с. 
Азаров Ю. І., Заїка С. О., Фатхутдінов В. Г. Кримінально-процесуальне право України: навч. посіб. Київ: КУТЕП, 2007. 402 с.
Азаров Ю. І., Чуприна О. В., Заїка С. О., Фатхутдінов В. Г. Застосування спеціальних медичних знань при розгляді матеріалів про транспортні пригоди: навчальний посібник. Київ: КУТЕП, 2008. 130 с.
Азаров Ю. І., Бондар Г. Ю. Доказування на досудових стадіях  кримінального процесу: навч. посіб. Київ: КНУВС, 2008. 152 с.
Азаров Ю. І., Заїка С. О., Фатхутдінов В. Г. Кримінально-процесуальне право України: навч. посіб. Київ: КУТЕП. 2008. 430 с. Гриф МОН (лист від 01.02.2008 р. № 1.4/18-Г-310).
Зразки основних кримінально-процесуальних документів досудового провадження: практ. посіб. / В. В. Рожнова, Ю. І. Азаров, В. Г. Фатхутдінов; за заг. ред. В. Г. Фатхутдінова.  Вид. 2-ге, допов. та переробл.  К.: Вид. Паливода А. В., 2009. 188 с.   ISBN 978-966-437-134-3. 
Азаров Ю. І., Заїка С. О., Орлов Ю. Ю., Феськов М. М. Порядок призначення окремих видів судових експертиз: навч. посіб. Київ: НАВС, 2010. 164 с.
Азаров Ю. І., Коваленко В. В., Удалова Л. Д. та ін. Кримінальний процес: підручник / За заг. ред.  В. В. Коваленка, Л. Д. Удалової, Д. П. Письменного.  К.: Центр учбової літератури», 2013.  544 с. ISBN 978-617-673-222-8
Складання кримінально-процесуальних документів у досудовому провадженні / Удалова Л. Д., Рожнова В. В., Азаров Ю. І. К. : КНТ, 2013. 375 с.  ISBN 978-966-373-712-6
Азаров Ю. І., Котова А. А., Шкелебей В. А. Інститут понятих у кримінальному провадженні України: монографія. Київ: Дакор,  2014. 196 с.
Азаров Ю. І., Котова А. А., Шкелебей В. А., Цимбал П. В. Звільнення особи від кримінальної відповідальності у зв’язку з дійовим каяттям та примиренням винного з потерпілим у кримінальному провадженні: монографія.  Ірпінь: Вид-во Нац. ун-ту ДПС України, 2014. 214 с.
Кримінальний процес. Особлива частина (альбом схем). / Удалова Л. Д., Рожнова В. В., Никоненко М. Я., Письменний Д. П.. Азаров Ю. І. та інші. К. : Центр учбової літератури, 2015. ISBN: 978-617-673-363-8
Теорія судових доказів в питаннях та відповідях / Удалова Л. Д., Письменний Д. П. Азаров Ю. І. та інші. К. : Центр учбової літератури, 2015. 104 с. ISBN: 978-617-673-371-3 
Азаров Ю. І., Письменний Д. П., Хабло О. Ю. Відшкодування шкоди потерпілому у кримінальному провадженні за рахунок держави. Юридична наука. 2014. №5. С. 49-56. 
Азаров Ю. І., Хабло О. Ю., Конюшенко Я. Ю. Окремі питання збирання доказів у кримінальному провадженні.  Юридична наука. 2015. №5. С. 135-141.
Вакулік О. А., Азаров Ю. І. Початок досудового розслідування у кримінальному провадженні: навч. посіб. К.: «Центр учбової літератури», 2015. 184 с.
Азаров Ю. І., Кастарнов Д. Б. Доказування обставин, які характеризують особу обвинуваченого (підозрюваного) у кримінальному провадженні: монографія. Київ: Видавничий центр «Кафедра», 2017. 176 с.
Кримінальний процес: підручник / Ю. І. Азаров, В. В. Коваленко, Л. Д. Удалова та ін. 2-ге вид. Київ: Центр учбової літ., 2017. 544 с.  Гриф МОН (лист від 20.09.2013 р. № 1/11-14427).
Азаров Ю. І., Дубівка І. В. Діяльність адвоката в стадії досудового розслідування:[моногр.]. К.: Видавничий центр «Кафедра», 2018. 218 с.
Кримінальний процес України у питаннях і відповідях. Навчальний посібник / Удалова Л.Д., Азаров Ю.І., Макаров М.А. К.: Центр учбової літератури, 2020.  432 с. ISBN  978-611-01-1886-6   

## Нагороди і почесні звання
Заслужений юрист  України. 